# Hägerstensåsen (metropolitana di Stoccolma)
Hägerstensåsen è una stazione della metropolitana di Stoccolma.
È localizzata geograficamente sul territorio della circoscrizione di Hägersten-Liljeholmen, mentre sul tracciato della linea rossa T14 si trova fra le stazioni Telefonplan e Västertorp.
La sua inaugurazione ufficiale avvenne il 5 aprile 1964, in concomitanza con l'apertura del primo tratto fra T-Centralen e Fruängen. Prima dell'avvento della metropolitana erano presenti due linee di trasporto tranviario.
Hägerstensåsen dispone di due biglietterie distinte. La piattaforma è situata in superficie, su un cavalcavia ubicato proprio al di sopra del viale Personnevägen. Il tratto compreso fra la stazione di Hägerstensåsen e quella successiva di Telefonplan è coperto da un tunnel sotterraneo.
Durante un normale giorno feriale è utilizzata mediamente da 5.000 persone circa.

## Tempi di percorrenza
| Linea | Capolinea     | Tempo  | Stazione                                                  | Tempo                             |
| T14   | Fruängen      | 3 min  | Liljeholmen Slussen Gamla stan T-Centralen Östermalmstorg | 6 min 12 min 14 min 16 min 18 min |
| T14   | Mörby centrum | 31 min | Liljeholmen Slussen Gamla stan T-Centralen Östermalmstorg | 6 min 12 min 14 min 16 min 18 min |